# Olga Zjovnir
Olga Zjovnir (Ostroh, 18 juni 1989) is een Oekraïens schermster.
Zjovnir werd in 2008 olympisch kampioen met het Oekraïens team. Djatsjenko werd in 2009 wereldkampioen met het team.

## Resultaten

### Olympische Zomerspelen
| Jaar | Plaats | Resultaten |
| ---- | ------ | ---------- |
| 2008 | Peking | sabel team |

### Wereldkampioenschappen schermen
| Jaar | Plaats  | Resultaten |
| ---- | ------- | ---------- |
| 2009 | Antalya | sabel team |
| 2010 | Parijs  | sabel team |
| 2011 | Catania | sabel team |
| 2012 | Kiev    | sabel team |
| 2014 | Kazan   | sabel team |

2008: Chomrova, Charlan, Poendyk, Zjovnir ·
2016: Djatsjenko, Gavrilova, Jegorjan, Velikaja ·
2020: Nikitina, Pozdnjakova, Velikaja ·
2024: Bakastova, Charlan, Kravatska, Komasjtsjoek